# 질방귀
질방귀(vaginal flatulence)는 질로부터 나오는 공기의 발산이다. 성교 중이나 성교 후, 또는 다른 성적 활동 중, 또 스트레칭이나 운동 중에 발생할 수 있다. 이 소리는 항문으로부터 나오는 방귀와 어느 정도 견줄만하지만 폐가스를 동반하지 않으므로 대체적으로 이와 동반된 특정한 냄새를 포함하지는 않는다. 영어로 vart, queef, 대개 영국에서는 fanny fart 등의 속어가 사용된다.

## 질환
상당한 냄새나 대변을 수반하는 질방귀는 질과 대장 사이의 구멍인 질 누공의 결과일 수 있으며, 이는 수술, 분만, 질병(예: 크론병) 등이 원인일 수 있다. 이러한 질병은 요로감염증이나 기타 합병증으로 이어질 수 있다. 질의 기체는 내부 여성 생식기 탈출의 증상일 수도 있으며 이는 분만 시 가장 흔히 발생하는 질환이다.